# Воложинка
Воло́жинка (бел. Вало́жынка) — река в Белоруссии, протекает главным образом в Воложинском районе Минской области, в низовьях образует границу с Ивьевским районом Гродненской области. Правый приток Ислочи. Длина реки — 35 км, площадь водосборного бассейна — 168 км², средний уклон реки 2,9 м/км, средний расход воды в устье — 1,3 м³/с
Река начинается в черте деревни Брильки в 5 км к северо-востоку от центра Воложина. Течёт по западным склонам Минской возвышенности. Генеральное направление течение от истока — юго-запад. Вскоре после истока протекает город Воложин.
В пойме реки — сеть мелиоративных каналов, на юго-западной окраине Воложина запруда площадью 0,04 км². Русло в верховьях слабо-извилистое, в среднем и нижнем течении на протяжении 22 км канализировано (от Воложина до д. Россолишки). Берега крутые, ниже Воложина обрывистые.
Притоки — Рачевка, Осовица (левые). Помимо Воложина на берегах реки несколько деревень — Брильки, Гордыново, Макаровка, Прудники, Борки Низовые, Россолишки. Ниже последней Воложинка впадает в Ислочь.
Название реки Воложинка и города Воложин происходит от угро-финского *valg, valkea — «белый, светлый».